# Tasman Series 1973
Tasman Series 1973 var ett race som vanns av Graham McRae, vilket var nyzeeländarens tredje raka titel i serien.

## Delsegrare
| Datum       | Bana             | Vinnare        |
| ----------- | ---------------- | -------------- |
| 6 januari   | Pukekohe         | John McCormack |
| 13 januari  | Levin            | Graham McRae   |
| 20 januari  | Wigram           | Graham McRae   |
| 28 januari  | Teretonga        | Alan Rollison  |
| 4 februari  | Surfers Paradise | Frank Matich   |
| 11 februari | Warwick Farm     | Steve Thompson |
| 18 februari | Sandown          | Graham McRae   |
| 25 februari | Adelaide         | John McCormack |

## Slutställning
| Plats | Förare         | Poäng |
| ----- | -------------- | ----- |
| 1     | Graham McRae   | 40    |
| 2     | John McCormack | 29    |
| 3     | Frank Matich   | 27    |
| 4     | Steve Thompson | 22    |
| 5     | Alan Rollison  | 21    |
| 6     | Max Stewart    | 17    |